# Chitignano
Chitignano es una localidad italiana de la provincia de Arezzo , región de Toscana, con 965 habitantes.

Ubicación de la ciudad de Chitignano dentro de la provincia de Arezzo.

## Evolución demográfica
| Gráfica de evolución demográfica de Chitignano entre 1861 y 2001 |
|                                                                  |
| Fuente ISTAT - elaboración gráfica de Wikipedia                  |

## Ciudades hermanadas
- Francia, La Calmette, desde 1992